# Letícia Mei
Letícia Mei (São Paulo, 1979) é uma tradutora brasileira premiada, como foco principal em pesquisa e tradução dos poemas líricos longos de Vladimir Maiakovski.

## Formação
É graduada em Letras (Português, Francês e Russo) na Faculdade de Filosofia, Letras e Ciências Humanas da Universidade de São Paulo, e mestra e doutora em Literatura e Cultura Russa pela mesma instituição. 

## Premiações
Em 2018, foi responsável pela tradução do poema de Maiakovski Про Это, publicado em edição bilíngue pela editora 34 com o título Sobre isto. Por esta tradução, Letícia ganhou em 2019 o Prêmio Jabuti de melhor tradução, o Prêmio Boris Schnaiderman, da Associação Brasileira de Literatura Comparada, na categoria Tradução de poesia, e o prêmio APCA de 2018 de melhor tradução.